# بخش شاتروفسکی
بخش شاتروفسکی (به لاتین: Shatrovsky District) یک منطقهٔ مسکونی در روسیه است که در استان کورگان واقع شده‌است.